# Rohit Jivanlal Parikh

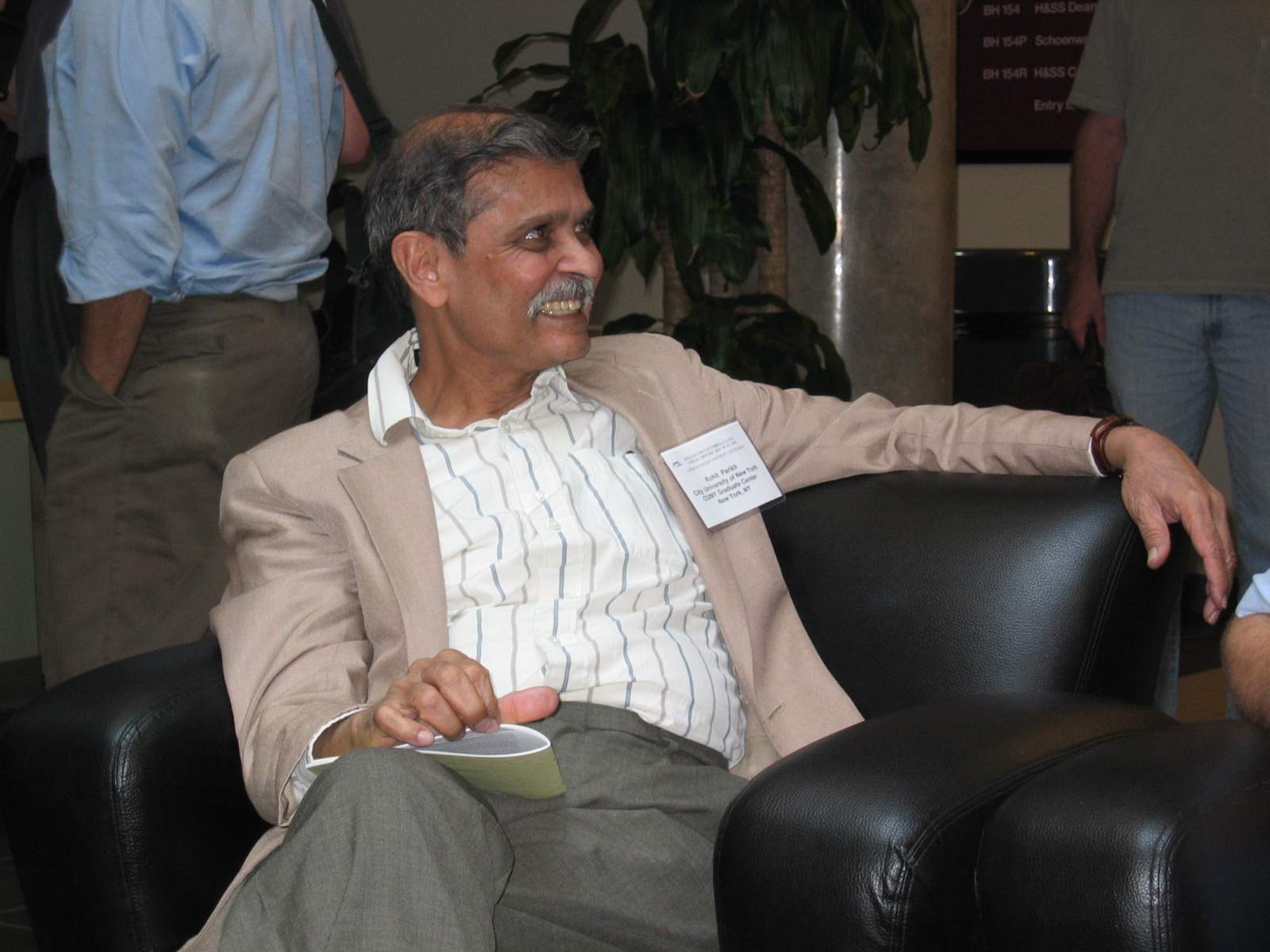
Rohit Jivanlal Parikh, 2004

Rohit Jivanlal Parikh (* 20. November 1936 in Palanpur, damals Britisch-Indien, heute in Gujarat, Indien) ist ein indisch-US-amerikanischer mathematischer Logiker und Informatiker.

## Leben und Werdegang
Parikh studierte Physik und Mathematik an der Harvard University mit dem Bachelor-Abschluss 1957 (A.B.) und 1959 (A. M.) und der Promotion bei Hartley Rogers 1962 (Recursive Well Orderings and Transfinite Progressions). Als Student nahm er erfolgreich am Putnam-Wettbewerb teil (Gewinner 1955, 1956, 1957) und wurde 1957 Putnam Fellow. 1961 bis 1963 war er Instructor an der Stanford University, 1964/65 Reader an der Panjab University und 1965 bis 1967 Lecturer an der University of Bristol. 1967 war er kurz am Caltech und wurde im selben Jahr Associate Professor an der Boston University, an der er 1972 Professor wurde. 1982 wurde er Distinguished Professor am Brooklyn College der CUNY.
1971/72 war er Visiting Associate Professor der State University of New York at Buffalo, 1974 Gastprofessor in Stanford, 1978 Gastwissenschaftler in Berkeley, 1979 an der ETH Zürich, 1981 am Courant Institute und 1977 bis 1982 Gastwissenschaftler am Massachusetts Institute of Technology (Lab for Computer Science). 1971 und 1979 war er am Tata Institute of Fundamental Research.
Parikh befasst sich mit mathematischer Logik, Theorie rekursiver Funktionen, Beweistheorie, formalen Sprachen, Nichtstandard-Analysis, dynamischer Logik, Ultrafinitismus, Spieltheorie, Logik von Wissen und Programmen, philosophischer Logik und Sprachphilosophie, Meinungsänderungen (Belief revision) und das von ihm begründete Gebiet sozialer Software, das heißt Untersuchung sozialer Vorgänge mit Mitteln aus Informatik, Logik und Spieltheorie.
1961 bewies er den Satz von Parikh: Kontextfreie Sprachen haben dieselbe Häufigkeitsverteilung von Terminalsymbolen wie reguläre Sprachen. Eine Folge des Satzes ist, dass einige kontextfreie Sprachen mehrdeutige Grammatiken haben müssen.
Er gilt mit einer Arbeit aus dem Jahr 1971 als Begründer der beschränkten Arithmetik (bounded arithmetic), das heißt abgeschwächten Versionen der Peano-Arithmetik, in der zum Beispiel die Quantoren beschränkt sind.
2000 bis 2003 war er Herausgeber des Journal of Philosophical Logic.
1968 bis 1994 war er mit Carol Geris verheiratet, die unter anderem eine Biographie von Oscar Zariski schrieb.
In Zusammenhang mit den Debatten über illegale Einwanderung in die Vereinigten Staaten geriet er im Oktober 2018 in die öffentliche Kritik, nachdem er sich in einem Facebook-Posting kritisch über Einwanderer aus Lateinamerika ausgesprochen hatte.

## Schriften (Auswahl)
- On context free languages. In: Journal of the ACM. Band 13, Nr. 4, 1966, S. 570–581, doi:10.1145/321356.321364.
- A nonstandard theory of topological groups. In: Wilhelmus A. J. Luxemburg (Hrsg.): Applications of Model Theory to Algebra, Analysis and Probability. (Proceedings of the International Symposium, 23. to 26. May 1967). Hold, Rinehart and Winston, New York NY u. a. 1969, S. 279–284
- Existence and Feasibility in Arithmetic. In: Journal of Symbolic Logic. Band 36, Nr. 3, 1971, S. 494–508, JSTOR:2269958.
- mit Milton Parnes: Conditional Probability can be Defined for Arbitrary Pairs of Sets of Reals. In: Advances in Mathematics. Band 9, Nr. 3, 1972, S. 313–315, doi:10.1016/0001-8708(72)90022-9.
- On the Length of Proofs. In: Transactions of the American Mathematical Society. Band 177, 1973, S. 29–36.
- mit Dick H. J. de Jongh: Well Partial Orderings and Hierarchies. In: Proceedings of the Koninklijke Nederlandse Akademie van Wetenschappen. Serie A: Mathematical Sciences. Band 80 = Indagationes Mathematicae. Band 39, Nr. 3, 1977, ISSN 0019-3577, S. 195–207.
- mit Dexter Kozen: An Elementary Proof of the Completeness of PDL. In: Theoretical Computer Science. Band 14, Nr. 1, 1981, S. 113–118, doi:10.1016/0304-3975(81)90019-0.
- The Problem of Vague Predicates. In: Robert S. Cohen, Marx W. Wartofsky (Hrsg.): Logic, Language and Method. Papers deriving from the Boston Colloquium in the Philosophy of Science 1973–1980 (= Boston Studies in the Philosophy of Science. 31). Reidel u. a., Dordrecht u. a. 1983, ISBN 90-277-0725-1, S. 241–261.
- The Logic of Games and its Applications. In: Annals of Discrete Mathematics. Band 24 = North-Holland Mathematics Studies. Band 102, 1985, S. 111–139, doi:10.1016/S0304-0208(08)73078-0.
- mit Ramaswamy Ramanujam: Distributed Processes and the Logic of Knowledge. In: Rohit Parikh (Hrsg.): Logics of Programs. Brooklyn, June 17–19, 1985. Proceedings (= Lecture Notes in Computer Science. 193). Springer, Berlin u. a. 1985, ISBN 3-540-15648-8, S. 256–268, doi:10.1007/3-540-15648-8_21.
- Knowledge and the Problem of Logical Omniscience. In: Zbigniew W. Ras, Maria Zemankova (Hrsg.): Methodologies for Intelligent Systems. Proceedings of the Second International Symposium on Methodologies for Intelligent Systems, held October 14–17, 1987, in Charlotte, North Carolina (= Methodologies for Intelligent Systems. (2)). North Holland, New York NY u. a. 1987, ISBN 0-444-01295-8, S. 432–439.
- mit Paul Krasucki: Communication, Consensus and Knowledge. In: Journal of Economic Theory. Band 52, Nr. 1, 1990, S. 178–189, doi:10.1016/0022-0531(90)90073-S.
- Finite and Infinite Dialogues. In: Yiannis N. Moschovakis (Hrsg.): Logic from Computer Science. Proceedings of a Workshop held November 13–17, 1989. Springer, New York NY u. a. 1992, ISBN 0-387-97667-1, S. 481–498.
- Vagueness and Utility: The Semantics of Common Nouns. In: Linguistics and Philosophy. Band 17, Nr. 6, 1994, S. 521–535, JSTOR:25001567.
- mit Andrew Dabrowski, Lawrence S. Moss: Topological reasoning and the logic of knowledge. In: Annals of Pure and Applied Logic. Band 78, Nr. 1/3, 1996, S. 73–110, doi:10.1016/0168-0072(95)00016-X.
- Belief revision and language splitting. In: Lawrence S. Moss, Jonathan Ginzburg, Maarten de Rijke (Hrsg.): Logic, Language and Computation. (Papers presented at the Second Conference on Information-Theoretic Approaches to Logic, Language and Computation, held in London in July 1996) (= CSLI Lecture Notes. 96). Band 2. CSLI Publications, Stanford CA 1999, ISBN 1-57586-181-X, S. 266–278.
- mit Samir Chopra: Relevance Sensitive Belief Structures. In: Annals of Mathematics and Artificial Intelligence. Band 28, 2000, S. 259–285, doi:10.1023/A:1018960323808.
- Social Software. In: Synthese. Band 132, Nr. 3, 2002, S. 187–211, JSTOR:20117279.
- Levels of Knowledge, Games, and Group Action. In: Research in Economics. Band 57, Nr. 3, 2003, S. 267–281, doi:10.1016/S1090-9443(03)00030-9.
- mit Ramaswamy Ramanujam: A Knowledge Based Semantics of Messages. In: Journal of Logic, Language and Information. Band 12, Nr. 4, 2003, S. 453–467, JSTOR:40167355.
- mit Jouko Väänänen: Finite information logic. In: Annals of Pure and Applied Logic. Band 134, Nr. 1, 2005, S. 83–93, doi:10.1016/j.apal.2004.06.013.